# Arco de instantes
Arco de instantes es un poemario publicado por el autor ecuatoriano César Dávila Andrade en 1959.

## Resumen
Se publicó después de que el autor empezara su obra narrativa con la edición de dos libros de cuentos "Abandonados en la tierra" y "13 relatos". Arco de instantes es el último libro que conforma la segunda etapa de la obra daviliana, según la crítica. Posteriormente su obra empezará a adentrarse en el ámbito de lo hermético tanto en la literatura como en la filosofía. No es que esto no se encuentre en la obra anterior de Dávila Andrade, sino que paulatinamente tomará fuerza hasta sus últimas publicaciones.

## Análisis
Arco de instantes tiene estrecha relación con Catedral Salvaje y resulta un complemento y respuesta a su anterior poemario. Mientras que Catedral Salvaje se enfoca en la tierra, la geografía sagrada y el espacio, Arco de instantes ahora enfoca el yo poético en el tiempo, desde la mención misma de los "instantes" en el título. Pero también desde el poema donde se da una "Advertencia del desterrado". Uno de los poemas característicos de este libro es "Consagración de los instantes", así como "La corteza embrujada I". La segunda parte de este segundo poema se publicará de manera fragmentaria en un libro que se llamará "La corteza embrujada II y otros poemas" publicado en 1966.

## Estructura
El libro consta de los siguientes poemas:
- Advertencia del desterrado
- Vecindario
- Muchacha en bicicleta
- Fabula
- Fogata y sombra del estío
- Hallazgo sin fin
- Josafat
- El ebrio
- Atemporal
- La gran muralla
- Ángel sin misión
- Ouroboros
- Palabra sola
- Infancia muerta
- Consagración de los instantes
- Hospital
- La corteza embrujada I
- Al Dios desconocido
- Batallas del silencio
- Origen II (inicial)